# Końskowola (gmina)
Pour les articles homonymes, voir Końskowola.
Końskowola est une gmina rurale (gmina wiejska) du powiat de Puławy, dans la Voïvodie de Lublin, dans l'est de la Pologne.
Son siège administratif (chef-lieu) est le village de Końskowola, qui se situe environ 6 kilomètres (km) à l'est de Puławy (siège du powiat) et 41 kilomètres au nord-ouest de la capitale régionale Lublin (capitale de la voïvodie).
La gmina couvre une superficie de 89,63 km2 pour une population de 9 050 habitants en 2006.

## Histoire
De 1975 à 1998, la gmina est attachée administrativement à l'ancienne voïvodie de Lublin.

Depuis 1999, elle fait partie de la nouvelle voïvodie de Lublin.

## Géographie
La gmina inclut les villages (sołectwa) de:

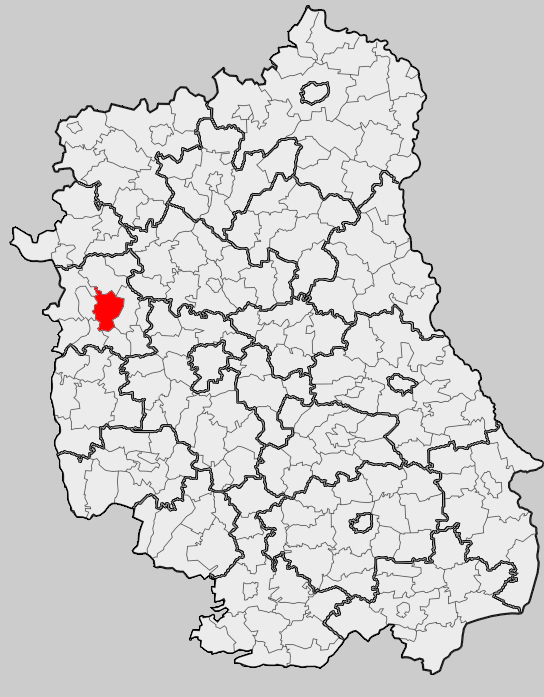
Position de la gmina dans la voïvodie

- Chrząchów
- Chrząchówek
- Końskowola
- Las Stocki
- Młynki
- Nowy Pożóg
- Opoka
- Pulki
- Rudy
- Sielce
- Skowieszyn
- Stara Wieś
- Stary Pożóg
- Stok
- Witowice
- Wronów

### Gminy voisines
La gmina de Końskowola est voisine de:

la ville de:
- Puławy

et les gminy de :
- Kazimierz Dolny
- Kurów, Wąwolnica
- Żyrzyn.

## Structure du terrain
D'après les données de 2002, la superficie de la commune de Końskowola est de 89,63 kilomètres carrés, répartis comme telle :
- terres agricoles : 84 %
- forêts : 9 %

La commune représente 9,61 % de la superficie du powiat.

## Démographie
Données du 30 juin 2004 :
| Description        | Total  | Total | Femmes | Femmes | Hommes | Hommes |
| ------------------ | ------ | ----- | ------ | ------ | ------ | ------ |
| Unité              | Nombre | %     | Nombre | %      | Nombre | %      |
| Population         | 9 073  | 100   | 4 622  | 50,94  | 4 451  | 49,06  |
| Densité (hab./km²) | 101    | 101   | 51     | 51     | 50     | 50     |